# Lepthyphantes hirsutus
Lepthyphantes hirsutus är en spindelart som beskrevs av Andrei V. Tanasevitch 1988. Lepthyphantes hirsutus ingår i släktet Lepthyphantes och familjen täckvävarspindlar. Inga underarter finns listade i Catalogue of Life.